# لوئیس آلکریزا
لوئیس آلکریزا (انگلیسی: Luis Alcoriza; ۵ سپتامبر ۱۹۱۸ – ۳ دسامبر ۱۹۹۲) کارگردان فیلم، فیلم‌نامه‌نویس، و بازیگر سینما اهل اسپانیا بود.